# 碳酸盐
碳酸根是一種盐，它的化学式为CO32-，虽然碳酸根含碳，但含碳酸根的物质却多是无机物。碳酸根是一种弱酸根，在水中很容易水解产生碳酸氢根离子和氫氧根離子，从而使水偏向碱性。

## 碳酸盐
碳酸盐有很多，在生活中有许多常见的碳酸盐，比如纯碱、石灰石等。

### 沉淀及难溶物
碳酸盐中有如下几个沉淀及难溶物，但这些难溶物均溶于酸：
- 碳酸钙
- 碳酸钡

通常，碳酸盐中只有{\displaystyle {\ce {K2CO3,Na2CO3,(NH4)2CO3}}}可溶于水。

## 碳酸根的鉴别
通常情况下，碳酸根可以用酸来鉴别。因为碳酸根离子很容易和氢离子结合生成碳酸，然后分解为二氧化碳和水，故只要加入酸便会产生气体。
对于水溶液中的碳酸根鉴别，严谨一些的方法则是：加入可溶性钙盐或者钡盐，生成的白色沉淀溶于酸后放出无色无味、使澄清石灰水变浑浊的气体。

## 应用
- 碳酸钙经常用于工业制取二氧化碳和生石灰[6]
- 碳酸钠用于食品中去除酸性物质，改善口感

## 注解
1. ↑  International Union of Pure and Applied Chemistry (2005). Nomenclature of Inorganic Chemistry (IUPAC Recommendations 2005). Cambridge (UK): RSC–IUPAC. ISBN 0-85404-438-8.  Electronic version.
2. ↑  即碳酸钠，化学式Na2CO3
3. ↑  主要成分为碳酸钙，化学式CaCO3，不溶于水
4. ↑  反应方程式：CO32- + 2H+ = H2O+ CO2↑
这个反应式也同样用于在实验室中制取二氧化碳。
5. ↑  如：CaCO3 + 2HCl = CaCl2 + H2O + CO2↑
6. ↑  反应式：CaCO3 → CaO + CO2↑

## 参看
- 碳酸盐
- 碳酸